# نوبوهيسا يامادا
نوبوهيسا يامادا (山田 暢久) (ولد 10 سبتمبر 1975) هو لاعب كرة قدم ياباني سابق، شارك في كأس القارات 2003.

## مسيرته الكروية
لعب نوبوهيسا يامادا خلال مسيرته الاحترافية مع نادِ واحدٍ في عشرون موسمًا وسجل خلالها 27 هدفًا ضمن 540 مباراة. حيث فاز في موسمين بالكأس وفي موسم واحد بالدوري.
خاض نوبوهيسا يامادا مسيرته مع نادي أوراوا رد دايموندز في موسم 1994 ليلعب معه عشرون موسمًا، مشاركًا في 540 مباراة سجل خلالها 27 هدفًا.

## روابط خارجية
1. ↑  "معلومات عن نوبوهيسا يامادا على موقع static.fifa.com". static.fifa.com. مؤرشف من الأصل في 2019-04-08.
2. ↑  "معلومات عن نوبوهيسا يامادا على موقع transfermarkt.com". transfermarkt.com. مؤرشف من الأصل في 2020-03-31.
3. ↑  "معلومات عن نوبوهيسا يامادا على موقع national-football-teams.com". national-football-teams.com. مؤرشف من الأصل في 2020-03-15.
4. ↑  "نوبوهيسا يامادا". فرق كرة القدم الوطنية. Benjamin Strack-Zimmerman. اطلع عليه بتاريخ 2020-06-26.

- Official site (باليابانية)
- نوبوهيسا يامادا على موقع الاتحاد الدولي (مؤرشف)  (الإنجليزية)
- نوبوهيسا يامادا على موقع رابطة كرة القدم اليابانية للمحترفين (اليابانية)
- نوبوهيسا يامادا على موقع قاعدة بيانات كرة القدم.إي يو (الإنجليزية)
- نوبوهيسا يامادا على موقع ناشيونال فوتبول تيمز (الإنجليزية)
- نوبوهيسا يامادا على موقع Soccerway.com (الإنجليزية)
- نوبوهيسا يامادا على موقع عالم كرة القدم.نت (الإنجليزية)
- Nobuhisa Yamada – أوراوا رد دايموندز official site (باليابانية)
- Nobuhisa Yamada – Yahoo! Japan sports profile (باليابانية)